# A estación violenta
A estación violenta (en castellano, La estación violenta) es una novela escrita en gallego por Manuel Jabois y publicada por Edicións Morgante en 2008.

## Trama
La obra está protagonizada por tres personajes (el narrador, David y Claudia), compañeros de facultad en la Universidad de Santiago de Compostela. Los tres proceden de familias burguesas, pero ni tuvieron especial interés en terminar la carrera, ni tienen especial interés en conseguir un trabajo. Los tres tienen una buena formación cultural, y conversan tanto de cine o literatura como de teología y mitología. Tras años sin verse vuelven a encontrarse, y a retomar vivencias comunes. 
David y Claudia están casados, pero no mantienen una relación de matrimonio. Ella es adicta a la heroína y tiene trastornos psicológicos, y él cuida de ella. Vivieron un tiempo en París y en Italia, y regresaron a Santiago por el mal estado de salud de ella. Visto que le queda poco de vida, David intenta que Claudia tenga una existencia digna y feliz. Consigue una casa en la costa, en Sangenjo. Allí, junto con Daniela, la hermana de David de diecisiete años, recuerdan amores y vivencias, proyectos futuros vigentes e inalcanzables.

## Narración
La obra se cuenta en primera persona, y cuenta con bastantes diálogos.